# قلمرو ماروئوکا
قلمرو ماروئوکا (به ژاپنی: 丸岡藩, Maruoka-han)، یک هان (ژاپن) تحت شوگون‌سالاری توکوگاوا در دوره ادو ژاپن بود. در قلعه ماروئوکا در شرق ولایت اچیزن در محله کنونی Maruoka امروزی ساکای، فوکوئی مستقر بود. در طول تاریخ خود توسط خاندان هوندا و متعاقباً توسط خاندان آریما اداره می‌شد.